# Niccolò Figari
Niccolò Figari (Genova, 1988. január 24. –) világbajnok (2011, 2019) és Európa-bajnoki bronzérmes (2014) olasz válogatott vízilabdázó, a Pro Recco bekkje.